# 카루젤 뒤 루브르
카루젤 뒤 루브르(프랑스어: Carrousel du Louvre)는 유니베일-로담코-웨스트필드가 운영하는 프랑스 파리의 지하 쇼핑몰이다. '카루젤 뒤 루브르'라는 이름은 인근의 두 명소, 루브르 박물관과 카루젤 광장을 지칭한다. 지하 쇼핑몰의 채광창 역할을 하는 I. M. 페이가 설계한 루브르 역피라미드가 있다.

## 개요

카루젤 뒤 루브르와 루브르궁의 구획도(황색으로 칠해진 곳이 카루젤 뒤 루브르이며 회색으로 칠해진 곳이 루브르궁이다.)

카루젤 뒤 루브르는 파리 1구의 리볼리 거리 99번지에 위치하고 있으며 인근에는 튀일리궁, 코메디 프랑세즈, 오르세 미술관, 루브르 박물관 등이 있다. 쇼핑몰과 가장 가까운 지하철 역은 팔레 루아얄-루브르 박물관역(1호선과 7호선)이다.
1993년 10월에 문을 연 카루젤 뒤 루브르의 면적은 10,200 m2 (110,000 ft2)이며 매장은 33개, 레스토랑은 11개가 들어서 있다. 주요 매장으로는 2009년 11월 프랑스 최초로 입점한 애플 스토어가 있으며, 세포라, 에스프리, 마리아쥬 프레르 차 상점, 스와로브스키, 페리고, 르 타뇌르 및 파슬 등이 들어서 있다. 또한 맥도날드의 프랑스 진출 30주년을 기념하여 2009년에 들어선 맥도날드 매장도 있는데, 당시 맥도날드가 카루젤 뒤 루브르에 입점한다고 했을 때 프랑스의 문화와 예술, 역사를 상징하는 공간에 미국 상업주의를 대표하는 값싼 패스트 푸드 음식점이 들어선다는 이유로 논란이 일기도 했다. 이 외에도 Restaurants du Monde라는 푸드코트와 컨벤션 센터 및 전시장 등도 있다.
카루젤 뒤 루브르에는 루브르 박물관으로 들어가는 여러 입구 중 하나가 있다.
2017년 2월 3일에는 관광 비자로 프랑스에 머물던 29세 이집트 남성이 카루젤 뒤 루브르에 있는 루브르 박물관 입구를 지키던 프랑스 군인들에게 마체테를 휘두르는 테러가 발생하기도 했다. 이 테러로 군인 한 명이 부상을 입었으며 범인은 총에 맞아 부상을 입었다.

## 살롱 뒤 카루젤 뒤 루브르
1861년 화가 루이 마르티네와 소설가 테오필 고티에가 살롱 드 파리와 단절하기 위해 만든 예술가 협회인 프랑스 국립 미술 협회는 매년 카루젤 뒤 루브르에서 살롱을 개최했다. 2018년에는 600여 명의 작가가 단 4일간 약 1만5000여 명의 관람객 앞에서 작품을 전시하기도 했다. 살롱 데 보자르(Salon des Beaux Arts)는 화가, 조각가, 조각가, 사진작가, 일러스트레이터 등을 초대하여, 관람객들에게 현대 미술계에 대한 완전한 개요를 제공한다.